# モノセロス

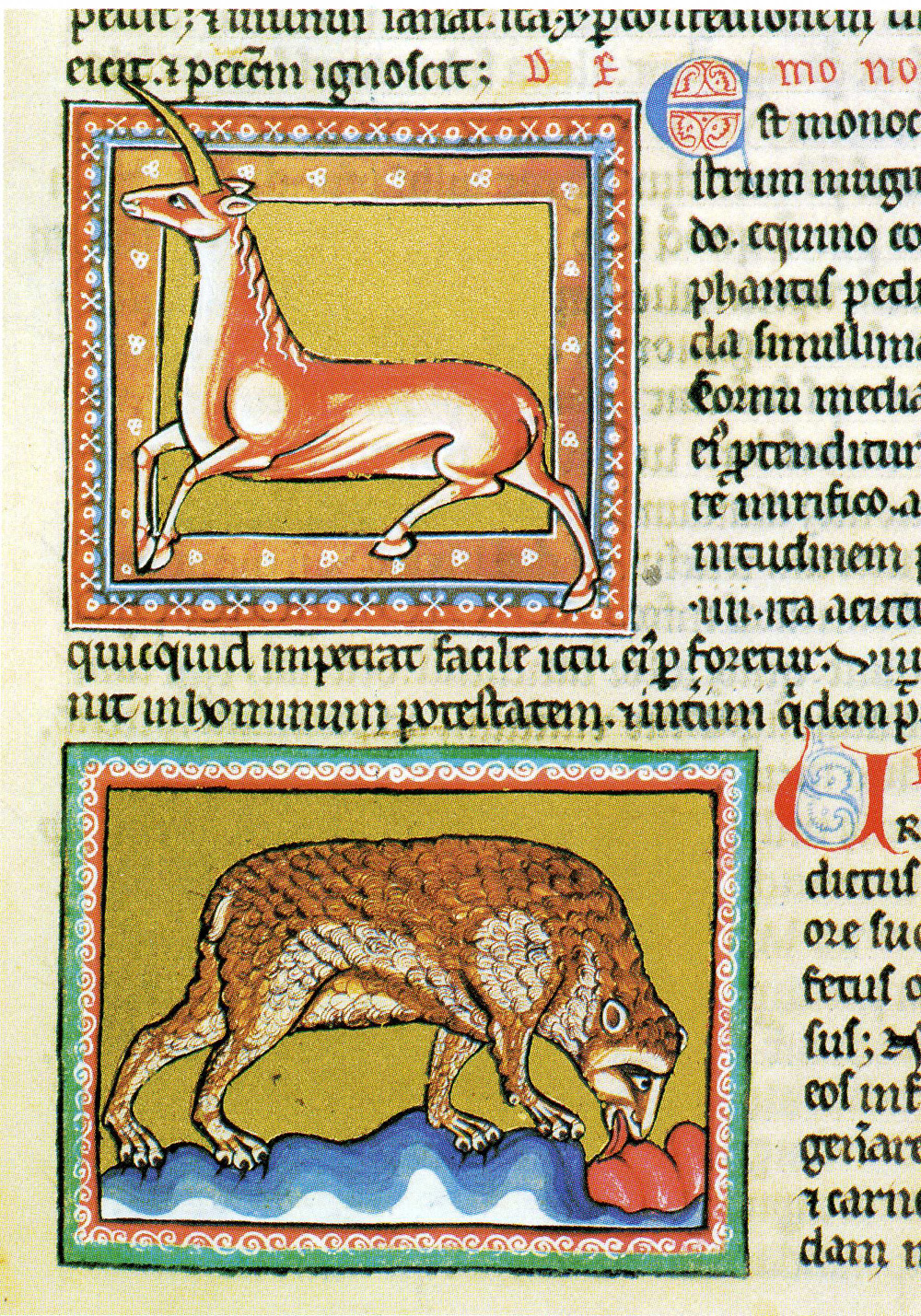
ボドリアン図書館所蔵、『アシュモル動物寓意譚』第21葉に掲載されているモノセロス（上部の生物）。

モノセロス（英語: monoceros）またはモノケロス（古代ギリシア語: μονόκερως）は額に角が1本あるという空想上の生物。しばしばユニコーンと同一視され、いっかくじゅう座の英名になっている。大プリニウスの『博物誌』にも掲載されている。

## 伝承
モノセロス（英語: monoceros）という名前は、ギリシャ語のμονόκερως (monokerōs) に由来し、単一を意味する「モノ」に、角を意味する「ケラス」がついた合成語である。
モノセロスに言及した最古の史料は古代ローマの博物学者大プリニウスの『博物誌』であり、そこでは体はウマで、（ツノを除く）頭はシカ、そして足はゾウ、またイノシシの尾を持つとされていた。額の中央部に1本の黒い角があり、その長さは2キュビット（約1メートル）、生きたまま捕獲することは不可能であるという。
6世紀のキリスト教修道士コスマス・インディコプレウステースは自著『キリスト教地誌』の中で、実物は見ていないと断った上で、アイティオピア（古代エチオピア）の王宮にてこの動物を象った像を見たとして、この生物について説明している。それによれば、この生物を人々は恐ろしく無敵の生き物だと語り、その強さは額の角にあると説明している。多くの狩人に襲われ追い込まれても、断崖絶壁の頂上まで逃げた後にそこから飛び降りてしまう。しかし、着地時に頭を下にして角で衝撃をそらすことで、無傷で逃げおおせるという。
現代ではモノセロスと言った場合、通常はユニコーンか、もしくは広い意味で1本の角を持つ獣（一角獣）を指す。